# Liga Monarquista Internacional
A Liga Monarquista Internacional (conhecida até meados da década de 1990 como Liga Monarquista) é uma organização dedicada à preservação e promoção do sistema monárquico de governo e ao princípio da monarquia em todo o mundo. Tem sido ativo na defesa da restauração da monarquia em países que se tornaram repúblicas no século XX, particularmente desde a Segunda Guerra Mundial. A liga tem seu principal escritório no Reino Unido.  

## História
O reverendo John Edward Bazille-Corbin (nascido em Corbin, 1887-1964) fundou a Liga Monarchista como um corpo de ordem de estilo próprio em 1943. Bazille-Corbin era uma pessoa de personalidade vivida, que, de acordo com Peter Anson,, mantinha sua vida como um reitor anglicano de Runwell Saint Mary, em Essex. Também se tornou bispo de Selsey de Mar Georgius com o "Catolicismo do Oeste" . Um colecionador ávido de títulos e ordens de natureza questionável, Bazille-Corbin usou os títulos de Duca di San Giaconio e Marquês de Beuvel.   
A liga, eventualmente, se desenvolveu como um grupo de pressão e apoio. Comemorando seu Jubileu de Prata em 1968, a publicação "The Monarchist," disse que "no final dos anos 50 e no início dos anos 60 um grande ressurgimento ocorreu na Liga quando o monarquismo negativo e passivo se transformou em monarquismo positivo e agressivo". 
A liga é governada por um "Grande Conselho", que inclui alguns representantes não-britânicos. 